# 山口市立さくら小学校
山口市立さくら小学校（やまぐちしりつ さくらしょうがっこう）は、山口県山口市の旧阿武郡阿東町域にある公立小学校。

## 沿革
- 2000年（平成12年）4月1日 - 阿東町内にあった篠目・三谷・地福の3小学校を統合し、阿東町立さくら小学校開校。
- 2010年（平成22年）1月16日 - 阿東町が山口市に合併された為、山口市立さくら小学校と改称。
- 2019年（令和元年）11月9日 - 開校20周年記念式典挙行し、さくらっ子発表会などのイベント開催[1]。

## 学区
- 持坂東・持坂西・開数・牛人谷・上三谷・下三谷・三谷市・榎谷・渡川・築地・千頭・大野・御堂原・親睦・橋本・細野・田代（篠目・地福）・中郷・上中郷・見附・文珠・山田（中間丈・井手口・坂口）・赤根屋・店屋・的場・笠石・岡・市・用路・惣原・南界・若小幡・葉ッ久・桜乃里・鷹の巣・名草・荒瀬・向原・上杉原・下杉原

## 周辺
- 山口市立地福保育園 - 敷地が隣接、かつ進学前保育園でもある。
- 山口県道311号篠目徳佐下線
- 地福郵便局
- 山口市立阿東中学校 - 主な進学先でもある。

## アクセス
- JR西日本山口線名草駅より、
  - 徒歩約1.1km・約17分。
  - 下述の山口市生活バスに乗り換えて1分、「さくら小学校前」停留所下車。
- 山口市生活バス7系統「徳佐笹生線」で、「さくら小学校前」停留所下車。
  - なお、山口市生活バス「徳佐笹生線」は、水曜日と金曜日の午前1往復のみ運行。